# Mosquiter gorjagris
El mosquiter gorjagris (Phylloscopus maculipennis) és una espècie d'ocell de la família dels fil·loscòpids (Phylloscopidae). Es troba a Bhutan, Xina, l'Índia, Laos, Myanmar, Nepal, el Pakistan, Tailàndia i Vietnam. Els seus hàbitats principals són els boscos tropicals i subtropicals de frondoses humits de les terres baixes i els boscos temperats. El seu estat de conservació es considera de risc mínim.